# Pavilhão João Rocha
O Pavilhão João Rocha é um pavilhão gimnodesportivo localizado na freguesia do Lumiar, em Lisboa. Com capacidade para 3 000 pessoas, é a atual casa das modalidades de alto rendimento do Sporting Clube de Portugalː andebol, basquetebol, futsal, hóquei em patins e voleibol. 
Localizado junto ao Estádio José Alvalade, o pavilhão recebeu o nome do antigo presidente do clube mandante, João Rocha, uma das figuras da história do Sporting CP, que permaneceu no cargo entre setembro de 1973 e outubro de 1986. Foi inaugurado a 21 de Junho de 2017.

## Descrição
O Pavilhão João Rocha tem capacidade para 3000 espectadores distribuídos por quatro bancadas distintas e uma área corporate. Além de estar destinado a acolher as competições de andebol, basquetebol, futsal, hóquei em patins e voleibol em que o Sporting Clube de Portugal participa, inclui também uma expansão da Loja Verde e uma extensão tecnológica e interativa do Museu Mundo Sporting. 
Além disto, o pavilhão tem um anfiteatro, duas salas de imprensa, uma área de restauração e, na sua área envolvente, dois campos de futebol de cinco, um campo de futebol de sete, um "passeio da fama" homenageando as antigas glórias sportinguistas e um monumento evocando as grandes figuras ligadas ao clube.

## História

### Precedentes
Em 1975, o Sporting Clube de Portugal, além de ser uma das maiores potências desportivas a nível nacional em várias modalidades, era também uma referência do desporto europeu, em particular no Hóquei em Patins.
Porém, esse estatuto esbarrava na fraca qualidade das suas instalações desportivas para as modalidades. João Rocha, presidente do clube na altura, avançou com o projeto de criar um complexo desportivo nas imediações do estádio do clube.
Assim, a 14 de outubro de 1976, nasceu o Pavilhão de Alvalade. Este era, na realidade, um complexo desportivo, com 4 mil metros quadrados e três recintos (o pavilhão principal, com capacidade para 5000 espectadores, e dois pavilhões mais pequenos usados para treinos).
Porém, a obra viu a sua vida ser encurtada drasticamente devido ao crescimento da cidade de Lisboa e da sua rede de transportes. Assim, em setembro de 1986, o pavilhão principal foi demolido aquando da construção da estação de metro do Campo Grande.
Antevendo esta situação, João Rocha, ainda presidente do clube, lançou um projeto para melhorar as instalações do clube. Concretizando uma velha ambição dos adeptos sportinguistas, fechou o Estádio José Alvalade através da construção da chamada "bancada nova" e, aproveitando o espaço debaixo desta, ergueu a Nave de Alvalade.
Com capacidade para 1500 espectadores, a Nave de Alvalade passou a ser a casa das modalidades do Sporting, embora se pensasse que seria apenas provisória. Porém, o pavilhão acolheu inúmeras campanhas e eventos que permitiram ao clube conquistar um conjunto de títulos ímpar em cinco modalidades distintas entre 1986 e 2004.
A 4 de janeiro de 2004, a Nave de Alvalade esgotou pela última vez com um jogo de futsal pois, juntamente com o antigo estádio, seria demolida para prosseguir com o projeto do novo Estádio José Alvalade que não contemplava a construção de um novo pavilhão para as modalidades.

### Necessidade
Após a demolição da Nave de Alvalade, o Sporting Clube de Portugal deixou de ter um recinto próprio para as suas equipas poderem competir. Apesar do novo Complexo Alvalade XXI conter um edifício multidesportivo para a preparação e treino dos atletas do clube, a dimensão da massa adepta e o número de modalidades exigia um recinto próprio para a alta competição.
Apesar da consciência dessa necessidade, faltava algo determinante para a realização da obra: o terreno. Apesar de terem surgido várias alternativas e inclusive municípios que se disponibilizavam a ceder o terreno, sempre foi convicção de que tal obra só poderia ser feita na zona do novo Estádio José Alvalade.
Assim, até à construção do novo pavilhão, as diversas modalidades do Sporting estiveram repartidas entre o Pavilhão Paz e Amizade, o Pavilhão Fernando Tavares, o Pavilhão do Casal Vistoso, o Pavilhão Municipal de Odivelas e o Complexo Desportivo do FC Alverca.

### Processo Burocrático
Os terrenos anteriormente ocupados pelo antigo Estádio José Alvalade acabaram por ser retidos pela Câmara Municipal de Lisboa (CML) e acabariam por ser destinados à construção do projecto Metropolis. Uma reunião do executivo municipal de Lisboa para o loteamento dos terrenos esteve agendada para abril de 200 mas acabou por ser adiada para que fosse negociada a cedência de uma parcela de terreno para a construção de um novo pavilhão.
Em outubro de 2009, realiza-se uma reunião entre uma delegação do Sporting, liderada por José Eduardo Bettencourt, e a CML, liderada por António Costa tendo ficado acordado que o futuro pavilhão ficaria implantado na parcela de terreno correspondente à bancada superior norte do antigo Estádio José Alvalade.
Em novembro de 2009, foi aprovado, em reunião de Câmara, o protocolo entre a CML e o Sporting, considerando a decisão do Tribunal Arbitral de condenar a CML a indemnizar o Sporting no valor de 23 milhões de euros, derivados do terreno que o clube alegava ter direito de superfície. Assim, a Câmara cederia uma parcela dos terrenos anexos ao Estádio José Alvalade no valor de 5 milhões de euros para a construção de um pavilhão desportivo (além de património no valor de 18 milhões de euros).
Porém, tal decisão da Câmara acabou por não ser ratificada na Assembleia Municipal de 10 de dezembro de 2009, sendo decidido enviar o protocolo para uma comissão de urbanismo, nomeada para o reavaliar. Em 12 de janeiro de 2010, a Assembleia Municipal de Lisboa aprovou o acordo entre a autarquia lisboeta e o Sporting.
Cumprindo parte do acordo entre a autarquia e o Sporting, a Câmara de Lisboa aprovou, a 27 de janeiro de 2010, a elaboração do Plano de Pormenor Alvalade XXI, que contempla a construção do pavilhão. 
Em novembro de 2010, a Câmara Municipal de Lisboa aprova o Plano de Pormenor Alvalade XXI, onde estava englobado o novo pavilhão do Sporting, e dá assim luz verde ao projecto.
No âmbito do período de discussão pública do Plano de Pormenor Alvalade XXI, a CML realizou uma reunião pública de esclarecimento a 30 de maio de 2011. Porém, ficava a faltar um último passo, a aprovação pela Assembleia Municipal, o que só viria a acontecer em março de 2013.
Já em finais de junho de 2012, por ocasião do 82º aniversário de João Rocha. o Presidente Godinho Lopes fez a proposta para a atribuição do nome do antigo presidente ao novo pavilhão, o que veio a concretizar-se a na Assembleia Geral realizada a 30 de setembro de 2012, onde foi aprovado por unanimidade a atribuição do nome de João Rocha ao futuro pavilhão do clube.

### Missão Pavilhão
Assim, após a aprovação da Assembleia Municipal do Plano de Pormenor Alvalade XXI, Bruno de Carvalho, presidente do clube após as eleições leoninas de 2013, lançou a Missão Pavilhão com vista à angariação de recursos financeiros para a construção do Pavilhão João Rocha e para as modalidades.
O objectivo final da Missão Pavilhão foi a angariação de dez milhões de euros, a serem repartidos pela construção do Pavilhão João Rocha e pela restauração do Edifício Multidesportivo.

### Inauguração
O Pavilhão João Rocha foi inaugurado no dia 21 de junho de 2017, precisamente 15 anos depois da inauguração da Academia Sporting, em Alcochete, numa cerimónia solene de cariz institucional.
Além do pavilhão, também foram inaugurados a Rotunda Visconde de Alvalade, a Rua Professor Moniz Pereira e os Campos Cristiano Ronaldo, Luís Figo e Peyroteo.
Nas cerimónias, que tiveram por anfitrião o Presidente Bruno de Carvalho, participaram, entre outras individualidades, o Secretário de Estado da Juventude e do Desporto, João Paulo Rebelo, o Presidente da Câmara Municipal de Lisboa, Fernando Medina, o Presidente da Junta de Freguesia do Lumiar, Pedro Alves, o Arquitecto Andreas Moerschel e o Engenheiro Coordenador Geral da obra, Horácio Preto.

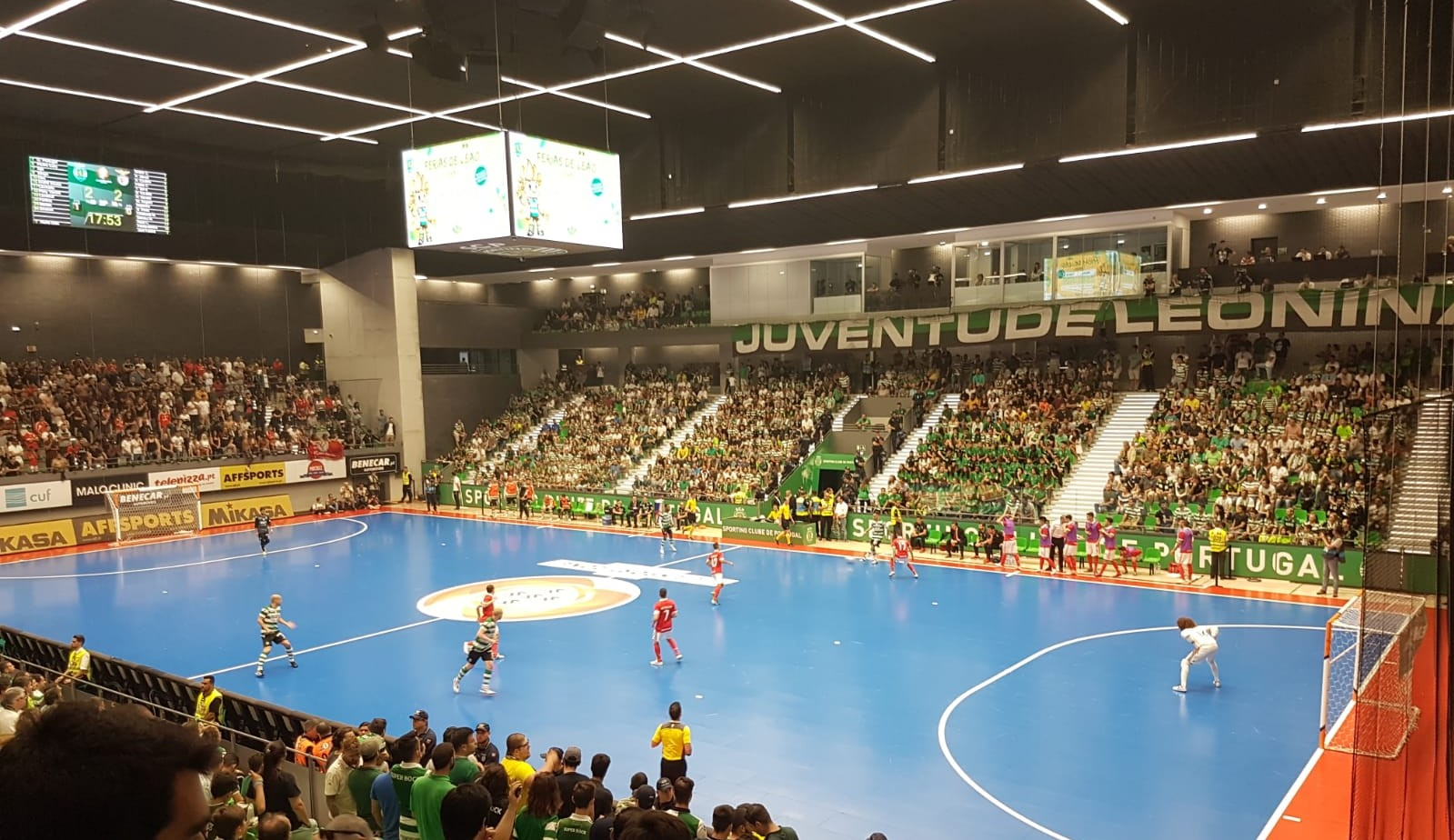
Pavilhão João Rocha durante as finais da Liga Sport Zone de 2017–18

O primeiro jogo realizado no Pavilhão João Rocha foi realizado a 6 de setembro de 2017. Em jogo a contar para a primeira jornada do campeonato nacional de andebol, o Sporting recebeu o AC Fafe e venceu por 30–17 frente a 2852 espectadores.

### Eventos
Após a sua inauguração, o Pavilhão João Rocha hospedou todas as partidas de casa do andebol, do futsal, do hóquei em patins e do voleibol do Sporting Clube de Portugal, além de ter hospedado as competições europeias da sua equipa de ténis de mesa e goalball. Após um percurso quase imaculado nos campeonatos nacionais em que participava, o Sporting sagrou-se campeão nacional nas suas quatro principais modalidades de pavilhão, feito único na história do clube que marcou o primeiro ano de existência do recinto. Também conquistou os campeonatos de ténis de mesa e goalball e a Superliga Europeia de Goalball.
Além de eventos desportivos, também hospedou o congresso The Future of Football durante março de 2018.

## Projeto
O projeto de arquitectura do Pavilhão João Rocha ficou a cargo da Mörschel Arquitectos. 
Morfologicamente, o pavilhão caracteriza-se por "linhas claras e uma volumetria pura" enquadradas no plano de pormenor aprovado. Os dois volumes sobrepostos ganham leveza graças à utilização do metal e a um engenhoso sistema de iluminação. Este sistema inteligente está integrado na fachada do edifício e permite a sua retroiluminação, dando destaque ao edifício. 
"Conceptualmente, o edifício inverte a lógica construtiva clássica, no sentido em que apresenta um volume de betão sobre um embasamento de metal retroiluminado. Esta opção confere ao edifício uma leveza particular, de grande elegância." - refere o arquiteto Andreas Mörschel.
Um programa que engloba múltiplos usos - desportivos, performativos, museológicos e comerciais - e as condicionantes do Plano de Pormenor Alvalade XXI constituíram os principais desafios do projeto. A solução proposta pela Mörschel Arquitectos passou por encontrar um equilíbrio entre as múltiplas vertentes do programa, optando por privilegiar os espaços públicos.
O Pavilhão João Rocha acaba por ficar com uma lotação de 3000 lugares sentados e fica preparado para acolher cinco modalidades: futsal, andebol, hóquei em patins, voleibol e basquetebol. A entrada para a extensão do Museu Mundo Sporting faz-se através da Loja Verde, que tem acesso direto a partir do exterior, e comunica visualmente com o campo de treinos construído para as camadas jovens do clube. Toda a envolvente do pavilhão, com três campos de jogo exteriores e balneários próprios, está aberta ao público com o objetivo de fomentar a prática desportiva e a formação de jovens desportistas.
No centro do projeto está a arena. Com uma dimensão máxima de 48x26m e um pé-direito livre de mais de 12m (essencial para a prática do voleibol), o campo do jogo é o ponto focal do edifício.
As bancadas desenvolvem-se em todo o perímetro do campo de jogo em quatro planos laterais, de forma a proporcionar uma arena equilibrada e um efeito caldeirão, amplificando a interação dos espectadores na zona de jogo, contribuindo para o espetáculo. Todas as paredes envolventes à arena estão revestidas a tijolo klinker nero, o que permite melhorias significativas no comportamento acústico da sala, enfatizando o efeito cénico. O campo de jogo assemelha-se, assim, a uma gigante caixa negra, onde, à semelhança do que acontece no teatro, todos os olhares se dirigem para o palco, neste caso, o campo do jogo. 

### Factos do Projeto
- Modalidades: Andebol, Basquetebol, Futsal, Hóquei em Patins e Voleibol.
- Altura livre máxima: 16m (12,5m com videocubo)
- Dimensões máximas da arena: 47x26m
- Lotação: 3001 lugares sentados
- Superfície/Área de Construção: 10.000m²
- Comprimento do revestimento metálico do edifício: 1,7km
- Quantidade de tijolos klinker nero utilizados no interior do edifício: 101.600[22]

## Construção

### Lançamento da primeira pedra
Em 27 de março de 2015, o Sporting Clube de Portugal assinalou o início da construção do novo pavilhão. Após um treino aberto no Estádio de Alvalade, a cerimónia do lançamento da primeira pedra do Pavilhão João Rocha iniciou-se com os discursos oficiais do presidente do Sporting Clube de Portugal, Bruno de Carvalho, e do então vice-presidente da Câmara Municipal de Lisboa, Fernando Medina.
No dia do lançamento da primeira pedra do Pavilhão João Rocha, várias modalidades abriram as suas portas aos sócios e adeptos, que tiveram a oportunidade de experimentar não só as diversas modalidades como, nalguns casos, treinar ao lado dos atletas.

### Adjudicação à Ferreira Build Power
Em 9 de maio de 2015, o Sporting informou, por comunicado oficial no sítio internet do Clube, a suspensão do processo (pré-contratual) com a Somague para a construção do Pavilhão João Rocha e a adjudicação à Ferreira Build Power.
Os trabalhos excluídos e/ou reivindicados pela Somague numa fase pré contratual e em violação da proposta previamente apresentada pela mesma empresa encontravam-se incluídos na proposta da Ferreira Build Power.
A proposta da Ferreira Build Power incluiu ainda nestas segundas negociações “um conjunto de trabalhos não constantes no concurso inicial nem na proposta da Somague” que se consideram “importantes mais-valias para o projeto desportivo, a saber:
- campo de jogos de 7 (URB1) em substituição de campo de jogos de 5;
- execução de balneários exteriores com uma área aproximadamente de 200m2, afectos a este campo de jogos;
- execução de muros de suporte em conformidade com estes balneários;
- fornecimento e montagem de tabelas electromecânicas rebatíveis.

Estes trabalhos referidos na alínea anterior mereceram a aprovação da Ficope (gestora do empreendimento e representante do Dono da Obra Sporting Clube de Portugal) e foram orçamentados pela Ferreira Build Power no montante de 296.962,00€+IVA
A adjudicação da empreitada ao concorrente Ferreira Build Power foi assim pelo valor global de 7.496.000,00€ (excluindo IVA)  no regime de preço global - chave na mão. Este novo projecto foi apresentado publicamente aos sócios na Assembleia Geral do dia 28 de junho de 2015, tendo na ocasião sido anunciada a inauguração para março de 2017.
Assim, o  projecto ficou com a chancela da Mörschel Arquitectos (arquiteto Andreas Mörschel), a construção foi assegurada pela Ferreira Build Power e a FICOPE encarregue da gestão do empreendimento e da fiscalização.

### Obra
Os trabalhos decorreram durante cerca de 22 meses, integrando o normal período de vistorias, ligações de ramais e licenças de utilização, culminando com a inauguração.
Com um mês de obras, a deslocação de terras ficou praticamente concluída e passou a ser possível ver o perímetro exacto de implementação do Pavilhão.
No final do segundo mês, apareceram as primeiras estruturas em betão sob a forma da parede sul e duas gigantescas gruas passaram a fazer parte da paisagem. No terceiro mês surgiu a parede poente e foram consolidados com betão os taludes de terra norte e nascente.
A 23 de março de 2016, o Sporting abriu as portas da obra para que todos que assim o desejassem pudessem ver de perto a nova casa das modalidades. No final do dia, os mais de 1300 adeptos que visitaram a obra atestaram bem o êxito da iniciativa.
Durante o décimo mês foi montada a armação da cobertura, começaram a ser erguidas as paredes da compartimentação interna e a bancada B sul ficou concluída e, com onze meses de obra, ficou completa toda a estrutura de betão armado.
Com um ano completo de obra os degraus de todas as bancadas, com excepção da sul A, ficaram completos, a cobertura por camadas foi colocada e o revestimento exterior ao nível do segundo piso ficou concluído.
A 13 de agosto de 2016 decorreu o segundo "open-day", com as portas das obras do Pavilhão João Rocha abertas aos Sócios e Adeptos do clube. Com ano e meio de obra, apareceram as primeiras cadeiras nas bancadas e começaram os trabalhos de colocação da calçada portuguesa, de zonas ajardinadas e do campo de futebol 7.
Após 22 meses e 18 dias de obra, o que corresponde a um total de 689 dias, o Pavilhão João Rocha ficou pronto para ser inaugurado e, assim, abrir as suas portas a atletas, sócios e adeptos do clube, assumindo aquilo para que foi construido, ser a casa das modalidades do Sporting Clube de Portugal.